# José Luis Reséndez
José Luis Reséndez Santos (născut 14 octombrie 1978 în Monterrey, Nuevo León, Mexico) este un actor mexican.

## Telenovele
- Dama y obrero (2013) as Pedro Pérez / Pedro Santamaría Pérez
- Corazón valiente (2012) as Juan Marcos Arroyo
- Camaleones (2009) as Pedro Recalde
- Mañana Es Para Siempre (2008-2009) as Simon Lagos
- Tormenta en el Paraiso (2007-2008) as David Bravo
- Destilando Amor (2007) as Hilario Quijano
- Alborada (2006) as Andrés Escobar y Fuenterilla
- Heridas de Amor (2006) as Fabricio Beltran
- La Madrastra (2005) as Greco Montes